# 65.º Regimiento de Infantería (Estados Unidos)
El 65.º Regimiento de Infantería fue un regimiento de puertorriqueños parte del Ejército de los Estados Unidos.
Estuvieron en servicio de vigilancia en Panamá durante la Primera Guerra Mundial, se reorganizó, se añadieron hombres y se le denominó Regimiento 65 de Infantería.

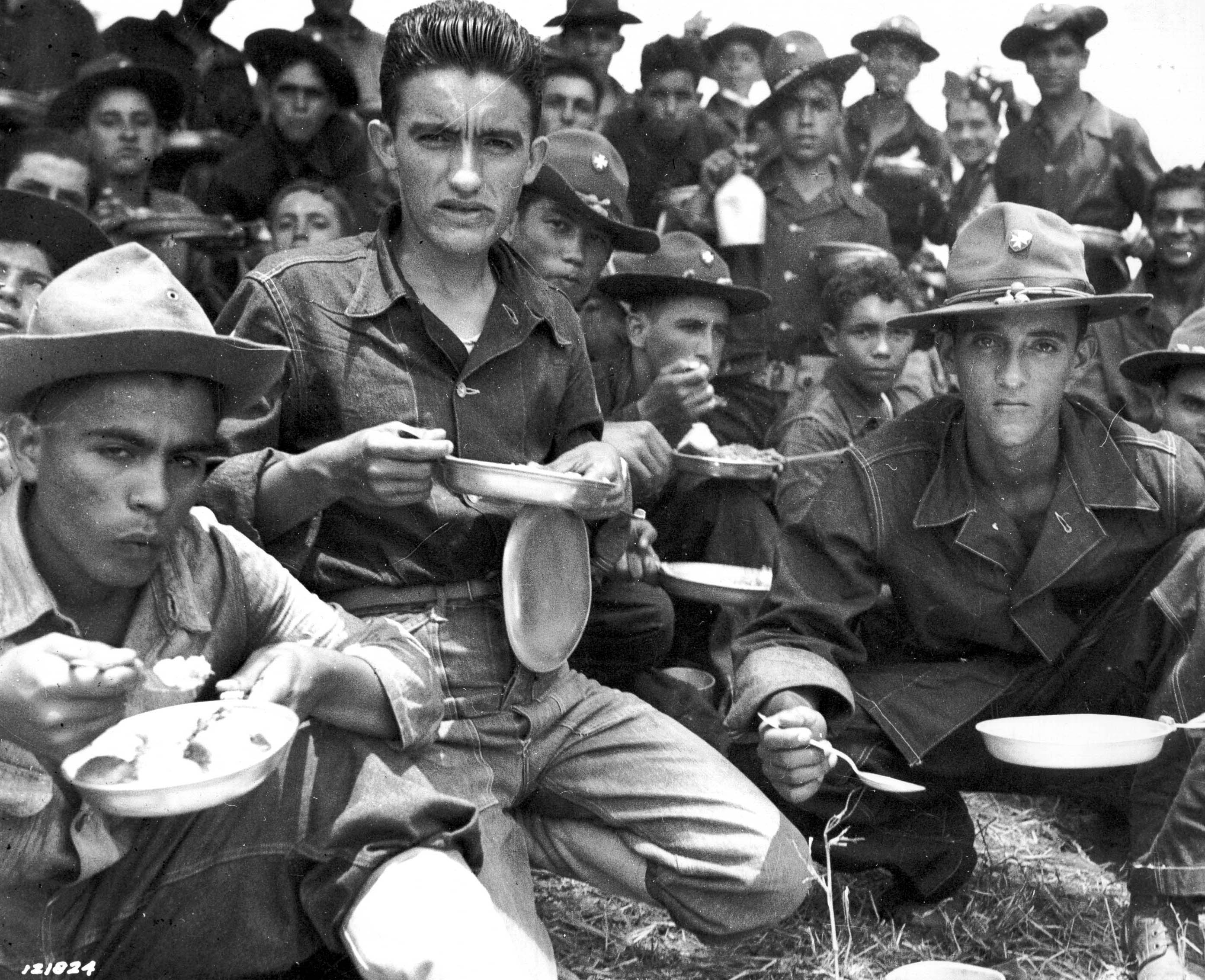
Soldados del 65.º Regimiento. durante su entrenamiento en Salinas, Puerto Rico, agosto de 1941

## Segunda Guerra Mundial
Todo su personal, excepto la más alta oficialidad, era puertorriqueña. Se entrenaban en el campamento Las Casas.
En 1943, durante la Segunda Guerra Mundial, el 65.º de Infantería fue trasladado a Panamá. Después de allí salió para el norte de África, desembarcando en Casablanca. 
En abril de 1944, su tercer batallón pasó a Italia y luego a la isla de Córcega, donde sirvió como fuerza de seguridad. Poco después, los batallones que habían quedado en África fueron trasladados a Francia como parte del Séptimo Ejército. El tercer batallón, que había quedado en Córcega, fue movilizado a los Alpes Marítimos. Allí tuvo varias escaramuzas con los nazis y sufrió varios heridos y prisioneros. En 1945, tras la rendición de Alemania, entró como fuerza de ocupación durante breve tiempo. El 9 de noviembre de 1945, regresaron a Puerto Rico.
Durante su paso por Panamá un joven abogado, el capitán Arturo Deliz Oms escribió una canción que tituló «Volveremos». La misma se convirtió en el himno del Regimiento. Irónicamente el capitán Deliz murió en las playas de Francia al finalizar la guerra. La canción fue interpretada por Noel Estrada.

## La Operación PORTREX

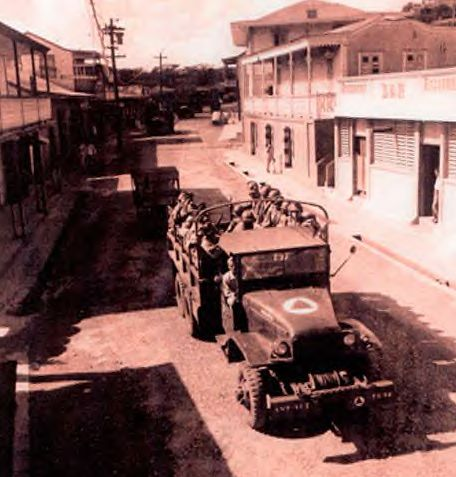
Tropas del 65º Regimiento de Infantería, estacionadas en Puerto Rico. Operación PORTREX. 6 de marzo de 1950.

El 65.º Regimiento de Infantería se distinguió cuando los Estados Unidos condujeron un ejercicio militar en la isla de Vieques, esto en la víspera de la guerra de Corea. Este ejercicio fue llamado en código como: "Operación PORTREX", un acrónimo del inglés Puerto 'Port' Rico Exercise, en español, Ejercicio de Puerto Rico. El objetivo era ver cómo las fuerzas combinadas del Ejército, Cuerpo de Marines, Armada y la USAF (los "agresores"), reaccionarían ante los "libertadores" de una captura enemiga del territorio (Vieques). La mayor parte de las fuerzas terrestres agresoras estaban compuestas por soldados de Puerto Rico, de los cuales la mayoría pertenecía al 65.º Regimiento de Infantería.
Los libertadores consistían de 32 600 efectivos de combate del 504.º Regimiento de Infantería Aerotransportada de la 82.ª División Aerotransportada y el Cuerpo de Marines de los Estados Unidos, quien recibió apoyo de la Armada y la USAF. A pesar del gran número de tropas desplegadas, el 65.º Regimiento de Infantería (los agresores) fueron capaces de poner fin a las fuerzas ofensivas en las playas de la isla. El coronel William W. Harris, oficial al mando de la 65.º Regimiento de Infantería, declaró: "La detención de las fuerzas de asalto, a la orilla del agua, demostró que los Puertorriqueños pueden defenderse a sí mismos contra los mejores soldados que el Ejército de los Estados Unidos pueda tener en el campo.
A causa del éxito de las maniobras militares durante la "Operación PORTREX," el liderato del Ejército decidió enviar al 65.º Regimiento de Infantería a Corea.

## Guerra de Corea
Al estallar la guerra de Corea en 1950, el 65.º de Infantería fue enviado a aquella península. Se le asignó la tarea de exterminar destacamentos de enemigos que se quedaban tras las líneas para librar guerra de guerrillas. Pero el momento culminante de su gloriosa carrera militar fue posiblemente cuando las fuerzas de las Naciones Unidas quedaron arrinconadas cerca del puerto de Pusán ante una arrolladora ofensiva de China, que entró de lleno en aquella guerra. Lograron aguantar esa descomunal ofensiva, a pesar de la gran desventaja numérica que tenían, y lograron que las Naciones Unidas, incluida la Infantería Marina de los Estados Unidos, tomaron nuevas cabeceras de playa para poder finalmente empujar a los comunistas hacia el paralelo 38.
Otra brillante campaña fue librada en el llamado Triángulo de Hierro, donde tuvieron que sostener a fuego y sangre un perímetro que era fundamental para los anticomunistas. Realizaron su labor aguantando todo lo que la infantería china y coreana pudieron mandarles. En esas campañas, el 65.º de Infantería tuvo unos 258 muertos y más de mil heridos.
Cientos de sus integrantes recibieron condecoraciones, incluyendo la Medalla De Servicios Distinguidos y la Estrella de Plata. Durante parte de su campaña en Corea fueron mandados por el coronel puertorriqueño César Cordero Dávila, por William Harris y por Chester B. Garve, que fue su último comandante. 

## Fin del Regimiento
De Vuelta a Puerto Rico, el 3 de marzo de 1953 cesó este regimiento de estar integrado exclusivamente por puertorriqueños y se le asignó personal estadounidense, en la misma proporción que otros regimientos del Octavo Ejército de los Estados Unidos. Se ha documentado la Historia del Regimiento 65 de Infantería en varias películas, como The Boriqueneers/The Film y libros, como Cuando El Río de Corozal Cruzaba el Paralelo 38 ISBN 978-1544638928.
También existen varias organizaciones de exintegrantes del 65.º Regimiento de Infantería. Hay varias avenidas y calles en Puerto Rico que llevan ese histórico nombre.